# Deutschland (песня)
«Deutschland» (с нем. — «Германия») — двадцать шестой сингл немецкой индастриал-метал группы Rammstein. Песня была выпущена 28 марта 2019 года в качестве ведущего сингла с седьмого студийного альбома группы. Текст песни был написан участниками группы. Продюсированием помимо группы занимался Ольсен Инвольтини. Этот сингл группы стал первым с 2012 года, когда вышел «Mein Herz brennt». Песня достигла первой строчки в чартах Германии и Швейцарии.
26 марта 2019 года на официальном канале группы на YouTube вышел 35-секундный проморолик, в конце которого появляется дата 28 марта 2019 года и надпись «Deutschland». Спустя два дня вышел полноценный музыкальный клип, в котором представлены различные события из истории Германии, такие как войны римлян с германцами, Средневековье, Наполеоновские войны, Вторая мировая война, Берлинская стена, современность и будущее.

## Музыкальное видео
26 марта 2019 на официальном канале группы Rammstein на YouTube вышел 35-секундный проморолик. Этот ролик в Youtube посмотрели более миллиона раз. Участники группы предстают в нём в полосатых робах заключённых нацистских концлагерей, стоя на эшафоте с петлями на шее. На груди у одного из них можно заметить жёлтую шестиконечную звезду. В конце ролика появляется дата римскими цифрами — XXVIII.III.MMXIX — 28 марта 2019 года, и надпись «Deutschland». Спустя два дня вышел полноценный музыкальный клип. Режиссёром выступил видеохудожник Specter Berlin, который до этого снимал рекламу для известных брендов.
На видео представлена интерпретация драматических, в основном страшных и жестоких, событий из истории Германии. В клипе плотно переплетаются и смешиваются несколько сюжетных линий, олицетворяющих разные эпохи. В большинстве сцен присутствуют участники группы и красные лазеры, символизирующие красную нить, объединяющую все части повествования — это метафора, широко распространённая в немецком языке. Девятиминутное видео наполнено отсылками и «пасхальными яйцами». На протяжении всего клипа присутствует чернокожая женщина, олицетворяющая Германию (её роль сыграла актриса Берлинского драматического театра Руби Комми). «Германия» показана как готовая к битве сильная женщина в средневековом воинском облачении, а её сопровождают такие символы, как гербовый орёл на панцире, чёрно-красно-золотые цвета флага и корона. В средневековых доспехах «Германия» олицетворяет как основателя Священной Римской империи Оттона I, так и одного из известнейших средневековых правителей, Фридриха Барбароссу. Изображение Германии в качестве чернокожей девушки, по-мнению российских обозревателей, толкуется как проблема миграции из Африки и Азии в Германию, так и полная «чёрных страниц» и неизученных моментов истории страны.
Клип начинается со сцены, помеченной 16 годом н. э. — отряд израненных римских легионеров идёт по чаще и натыкается на «Германию», которая отрезает голову воину рядом с костром, подпираемым римскими щитами, после чего легионеры отчаянно атакуют её. Согласно историческим данным, в 16 году произошла битва при Идиставизо, в которой германцы были разбиты римскими легионами. Этому предшествовала битва в Тевтобургском лесу 9 года, в которой римляне потерпели сокрушительное поражение и вождь германцев Арминий отрезал голову побеждённому наместнику Рима на германской земле Публию Квинтилию Вару. В следующих кадрах появляются астронавты, несущие гроб из металла и стекла, а на заднем плане показана подводная лодка U-boat, участвовавшая в обеих мировых войнах. Затем показывается средневековая битва рыцарей, что является отсылкой к средневековой раздробленности Германии на множество княжеств, которые со временем меньше подчинялись Священной Римской Империи. После зритель становится свидетелем боксёрского матча в Веймарской республике, где участники — бойцы, символизирующие боровшихся в 1920-е годы за политическое господство «левых» (коммунисты) и «правых» (национал-социалисты), вооружённые кастетами, а «Германия» здесь изображена в кабаре-костюме девушки-флэппера. Далее показан взрывающийся дирижабль «Гинденбург», потерпевший крушение в 1937 году, его взрыв игнорирует группа в одежде промышленников. В одной из сцен восточногерманские чиновники, в одном из которых можно узнать Эриха Хонеккера (Тилль Линдеманн) на фоне бюстов Маркса и Ленина и символов ГДР, устраивают оргию, отмечая выход на орбиту первого немецкого космонавта — Зигмунда Йена (Оливер Ридель). Германия стоит вдалеке в воинской форме; в кадре присутствуют две девушки, одна из которых носит белую русскую ушанку; Линдеманн разговаривает по телефону с чиновниками из КПСС, а Круспе читает папку с чьим-то личным делом и доносами. Далее показаны идущие с факелами монахи-доминиканцы, под ногами которых бегают крысы, что, возможно, отсылает к легенде о Гамельнском крысолове и об эпохе господства инквизиции в германских княжествах. В последующей сцене монахи гротескно едят с тела лежащей на столе «Германии» мясо и квашеную капусту, рядом пируют военные в форме времён Фридриха Великого (символ прусской армии, некогда одной из сильнейших в Европе и разложившейся из-за пьянства), а под столом в стеклянной камере толкаются и устраивают оргию люди в противогазах, что символизирует отрыв элит от обычных граждан и разложение высших сословий.
Затем монахи отправляют кого-то на костёр, а люди в нацистской форме бросают книги в костёр рядом. После этого нацисты обнимаются с монахами, что является как намёком на сотрудничество церкви с гитлеровскими властями, так и на глубокие корни борьбы против инакомыслия в истории Германии. На заднем плане стоят шеренги монахов со световыми мечами в образе ситхов Тёмной стороны силы из фантастической вселенной «Звёздные войны»; отсылкой к вселенной является и то, что костюм ситха Дарта Вейдера имел шлем, созданный по образу немецкого штальхельма, как и флаг Галактической империи.
В начале сцены с повешением узников нацистского концлагеря времён Холокоста звучит слегка видоизменённая строчка из «Песни немцев»: вместо «Deutschland über alles» (с нем. — «Германия превыше всего»), которая после войны стала восприниматься как нацистский слоган, поётся «Deutschland über allen» (с нем. — «Германия превыше всех»). Все узники одеты в полосатые робы. На груди у них символы их «преступлений»: розовый треугольник — для гомосексуалов, жёлтая и жёлто-красная шестиконечные звезды — для евреев и евреев-политзаключённых и красный треугольник — для политзаключённых. Узник и эсэсовец имеют те же ссадины, что и ранее дравшиеся на кастетах бойцы «левой» и «правой» партий. На заднем плане взлетает ракета «Фау-2», а спиной к охранникам стоит «Германия» в эсэсовской форме с повязкой на глазу — образ Клауса фон Штауффенберга, деятеля антигитлеровского сопротивления и организатора покушения на Адольфа Гитлера. В конце клипа заключённые освобождаются и расстреливают начальников лагеря. В сцене, в которой Линдеманн, одетый в женщину, вместе с другими участниками группы берёт «Германию», обвешанную динамитом, в заложники, швыряет её в фургон и отстреливается от полиции — отсылка к эпизоду, связанному с деятельностью террористической организации «Фракция Красной армии» (РАФ), которая в 1960—1970 годы вела в Западной Германии «городскую партизанскую войну». Вероятно, Линдеманн играет роль одной из основательниц организации Гудрун Энслин. Протесты и уличные стычки, показанные ближе к концу клипа, — это майские беспорядки 1987 года, случившиеся в берлинском районе Кройцберг.
Сцены из XX века прямо намекают на то, что Германия находилась долго под оккупацией или под влиянием других держав, из-за чего не принимала самостоятельные решения.
В одном из эпизодов, промышленники идут по тюрьме, закованные в кандалы и избиваемые охранниками, на ярусах тюрьмы полицейские в современной форме избивают дубинками других граждан. Сверху всех осыпают банкноты в 100 марок ФРГ образца 1962 года, что может быть отсылкой на план Маршалла — американскую программу помощи Европе после Второй Мировой войны. Сцена перемежается и заканчивается кадрами с этими же промышленниками, едущими на дорогой машине. После показывается столпотворение и боевые конфликты: проезжающая по залу собора на лошади «Германия» вместе со средневековыми рыцарями, а также штурмовики НСДАП, полицейские и протестующие по обе стороны Берлинской стены схлёстываются в сражении, убивая друг друга, танк с полицейскими, едущий от огромного бюста Карла Маркса.
Показ исторических событий ограничивается поздними 1980-ми годами, перед объединением Германии, после чего действие переносится в будущее. В одной из предыдущих сцен в клипе показывается «Германия» в кожаной куртке, золотых украшениях и патронной лентой, идущая под охраной полиции с оружием на изготовку и ведущая на поводке пятерых немецких овчарок, что напоминает квадригу на вершине Бранденбургских ворот и символизирует современный капиталистический строй, при котором несогласных с официальной политикой разгоняет полиция. В последующих кадрах эта «Германия» агрессивного вида кусает отрезанную ранее голову, затем целует её, а в следующей сцене она предстаёт беременным ангелом. Она одета так же, как женщины на портретах авторства Рогир ван дер Вейдена. Стоит на фоне оленя, который считался у древних германцев олицетворением добра, и разлетающихся белых голубей как символов мира и Благовещения, а также шести бюстов членов группы, схожих с посмертными масками из сборника «Made in Germany 1995–2011» и выполненных в стилистике зала Валхаллы. В другом кадре с беременной «Германией»-ангелом перед ней на карачках стоят промышленники, эта сцена схожа с предыдущей агрессивной сценой, где «Германия» вела на поводке овчарок, а за ней шли вооружённые полицейские, но данная сцена противоположна и полицейские заменены белыми голубями.
По сюжетной линии из далёкого будущего, космонавты ходят среди погружённых во тьму памятников былого величия Германии — беломраморных фигур (в том числе Альбрехт Медведь), отсылающих к залу славы Вальхалла в Баварии. Они обнаруживают «Германию» в образе беременного ангела и осторожно ощупывают её живот. Эта сцена имеет параллель со сценой фантастического фильма «Космическая одиссея 2001 года», когда космонавты обнаружили мистический монолит, фильм имеет и схожую компоновку, в нём фрагменты из разных эпох объединены незыблемым монолитом, как и в клипе они объединяются красным лазером. В следующей сцене «Германия» рожает собак породы леонбергер, которые исторически использовались как боевые собаки, в результате чего оказались под угрозой полного вымирания. В одной из сцен они присутствуют с противогазами на мордах. Это может символизировать как угрозу исчезновения немецкой национальной идентичности, но и также её постоянное возрождение. Некоторые обозреватели видят в этом намёк на движение чайлдфри и отказ современного поколения немцев рожать детей, из-за чего демографическую проблему компенсируют (на бумаге) мигранты. Число щенков то же, что и овчарок, и промышленников в предыдущих сценах, что символизирует неопределённость их будущего. Принимающий роды одет в футуристическое красное одеяние лютеранского священника, его лицо закрывает оптический прибор с фонарями. Новорождённых щенков держат космонавты, переодевшиеся в защитные комбинезоны.
Клип завершается тем, что космонавты несут стеклянный гроб с её телом по космическому кораблю. Затем гроб удаляется в космос, где парит на фоне Земли. Это размышление о будущем Германии. Концовка становится прозрачной, если провести аналогию с видео на песню Sonne, фортепьянная версия мелодии которой играет в это время. В клипе Sonne гномы избавляются от жестоко обращавшейся с ними Белоснежки и помещают её в стеклянный гроб, при этом оплакивая её потерю — как и здесь оплакивается потеря Германии. Однако в последних кадрах перед композицией «Sonne» с земли исходит красный луч, который исходил в начале клипа, что, по мнению некоторых культурологов, символизирует оставшуюся надежду на возрождение страны. Сцена также схожа с мистической финальной сценой фильма «Космическая одиссея 2001 года», в которой в космосе в прозрачном коконе парит дальний потомок человека и созерцает Землю.

### Реакция
Проморолик видеоклипа вызвал критику уполномоченного федерального правительства по борьбе с антисемитизмом Феликса Кляйна и экс-главы Центрального совета евреев в Германии Шарлотты Кноблох, которые обвинили музыкантов в том, что те якобы «перешли красную линию» и «нарушили границу дозволенного». Пользователи интернета оценили новый клип группы положительно. Однако некоторые еврейские организации раскритиковали клип из-за изображения нацистского концлагеря. Директор Фонда баварских мемориалов Карл Фреллер пригласил музыкантов посетить бывший концлагерь «Дахау», прокомментировав, что страдания людей, причинённые во время холокоста, исключают использование этой темы в рекламных и развлекательных целях. Представитель МИД Израиля Эммануэль Нахшон назвал его «позорным и неуместным» и потребовал удалить видео. По мнению «Немецкой волны», большинство немецких СМИ якобы прохладно или негативно отозвались о новой работе Rammstein, однако сам DW назвал клип группы «историей Германии в ярких картинках». При этом журналист газеты Freitag Ульрих-Вильгельм Хайден отметил: «Меня впечатляет этот клип, потому что он о превосходной Германии, Германии, которую хочется любить, но надо её иногда ненавидеть». Журналист Regnum Платон Беседин назвал клип «шедевром» — «„Шедевр“ написано мною не просто так. Rammstein, действительно, создали прекрасное короткометражное кино — Берлинский и Каннский фестивали должны попросить его в свою программу». У Платона вызвало недоумение, что в Германии клип Rammstein вызвал столь яростную критику, а главное обвинение состоит в том, что музыканты якобы использовали тему холокоста в развлекательных целях, а остальное их не смутило. У него складывается ощущение, что для многих на Западе Гитлер всё ещё остаётся злом исключительно потому, что уничтожил 6 миллионов евреев. Многие интернет-пользователи отмечают, что в своём видео музыкальный коллектив никак не оскорбил память узников нацистских концлагерей, а также считают, что Rammstein не пытается оправдать холокост, поэтому в клипе нет ничего предосудительного, и критика в его адрес несправедлива. Вопросы, поднимаемые в данном обсуждении, являются частью более широкой дискуссии об этичности использования темы Холокоста в искусстве и медиа.

## Издания
- Цифровая загрузка

1. «Deutschland» — 5:23
2. «Deutschland» (Richard Z. Kruspe Remix) — 5:46

## Чарты

### Еженедельные чарты
| Чарт (2019)                                  | Лучшая позиция |
| -------------------------------------------- | -------------- |
| Australia Digital Tracks (ARIA)              | 39             |
| Австрия (Ö3 Austria Top 40)                  | 4              |
| Бельгия/Фландрия (Ultratop 50)               | 23             |
| Бельгия/Валлония (Ultratip Bubbling Under)   | 23             |
| СНГ (TopHit)                                 | 4              |
| Чехия (Singles Digitál Top 100)              | 11             |
| Estonia (Eesti Tipp-40)                      | 20             |
| Финляндия (Suomen virallinen lista)          | 4              |
| France (SNEP)                                | 100            |
| Германия (GfK)                               | 1              |
| Венгрия (Single Top 40)                      | 1              |
| Венгрия (Stream Top 40)                      | 11             |
| Ireland (IRMA)                               | 96             |
| Mexico Ingles Airplay (Billboard)            | 34             |
| Нидерланды (Single Top 100)                  | 74             |
| New Zealand Hot Singles (RMNZ)               | 27             |
| Шотландия (OCC Scotland)                     | 29             |
| Словакия (Singles Digitál Top 100)           | 20             |
| Sweden (Sverigetopplistan)                   | 44             |
| Швейцария (Schweizer Hitparade)              | 1              |
| Великобритания (OCC UK Singles)              | 98             |
| Великобритания (OCC UK Rock & Metal)         | 4              |
| США (Billboard Hot Rock & Alternative Songs) | 14             |

## История релиза
| Страна           | Дата           | Формат                        | Лейбл     | № каталога | Прим.  |
| ---------------- | -------------- | ----------------------------- | --------- | ---------- | ------ |
| Различные        | 28 марта 2019  | цифровая дистрибуция стриминг | Universal | N/A        | [ 45 ] |
| Европа           | 12 апреля 2019 | Виниловый                     | Universal | 7761888    | [ 46 ] |
| Европа           | 12 апреля 2019 | CD                            | Universal | 7755354    | [ 47 ] |
| Северная Америка | 30 апреля 2019 | Виниловый                     | Universal | TBA        | [ 48 ] |